# Ophion ventricosus
Ophion ventricosus ist eine Schlupfwespe aus der Unterfamilie der Ophioninae. 

## Taxonomie
Die Art wurde 1822 von Carl Peter Thunberg als Ichneumon impressus beschrieben. 1829 wurde die Art von Gravenhorst als Ophion ventricosus beschrieben. Der letztere Name ist der heute gültige Artname. Das Epitheton ventricosus kommt aus dem Lateinischen und bedeutet „dickbauchig“.

## Merkmale
Die etwa 14 mm langen Schlupfwespen sind ziegelrot gefärbt mit auffälligen schwarzen Flecken am Kopf und am Mesosoma. Das Metasoma weist bei beiden Geschlechtern zumindest teilweise schwarz gefärbte hintere Segmente auf. Die Mandibelzähne sind schwarz. Die Vorderflügellänge beträgt gewöhnlich zwischen 14 und 16 mm. Die Fühler beider Geschlechter weisen 44–56 Geißelglieder auf. Das erste Geißelglied ist 2,5 bis 3,5 mal so lang wie breit. Der Kopf ist hinter den Augen stark gewölbt. Die Wangen (malar space) der Weibchen sind etwa 0,2 mal so lang wie die Mandibularbasis, die der Männchen etwa 0,3 mal so lang. Die Mesopleuren sind schwach chagriniert oder poliert sowie deutlich punktiert. Die Zwischenräume der Gruben sind etwa so groß wie deren Durchmesser. Der sternale Teil des Kiels am Praepectus (epicnemial carina) ist sehr breit und gleichmäßig gekrümmt. Das Scutellum weist zumindest in der basalen Hälfte deutliche seitliche Kiele auf. Die Flügelader Rs der Vorderflügel ist merklich verdickt und nahe dem Pterostigma gebogen. Der Ramellus ist kurz. Die Flügel sind stark gelblich gefärbt. Das lederartige Propodeum weist deutliche Kiele auf.
Aufgrund der gelblichen Flügel und den schwarzen Flecken am Körper ist die Art von anderen Ophion-Schlupfwespen in Mitteleuropa unterscheidbar.

## Verbreitung
Ophion ventricosus ist in Europa weit verbreitet. Das Verbreitungsgebiet reicht von Mittelschweden und Nordengland im Norden bis in den Mittelmeerraum (Südfrankreich, Norditalien, Korsika) im Süden. Im Osten reichen die Funde bis nach Russland.

## Lebensweise
Die Schlupfwespen beobachtet man im Frühsommer von Ende April bis Mitte Juni. Den typischen Lebensraum bilden Laubwälder mit Eichenbestand.
Ophion ventricosus ist wie alle Vertreter der Gattung Ophion ein koinobionter Endoparasitoid, das heißt, die Schlupfwespenlarve entwickelt sich in der weiterhin aktiven Wirtslarve und tötet diese erst, wenn sich diese verpuppt. Ophion ventricosus konnte aus einem Schneespanner (Phigalia pilosaria) gezüchtet werden.

## Bilder

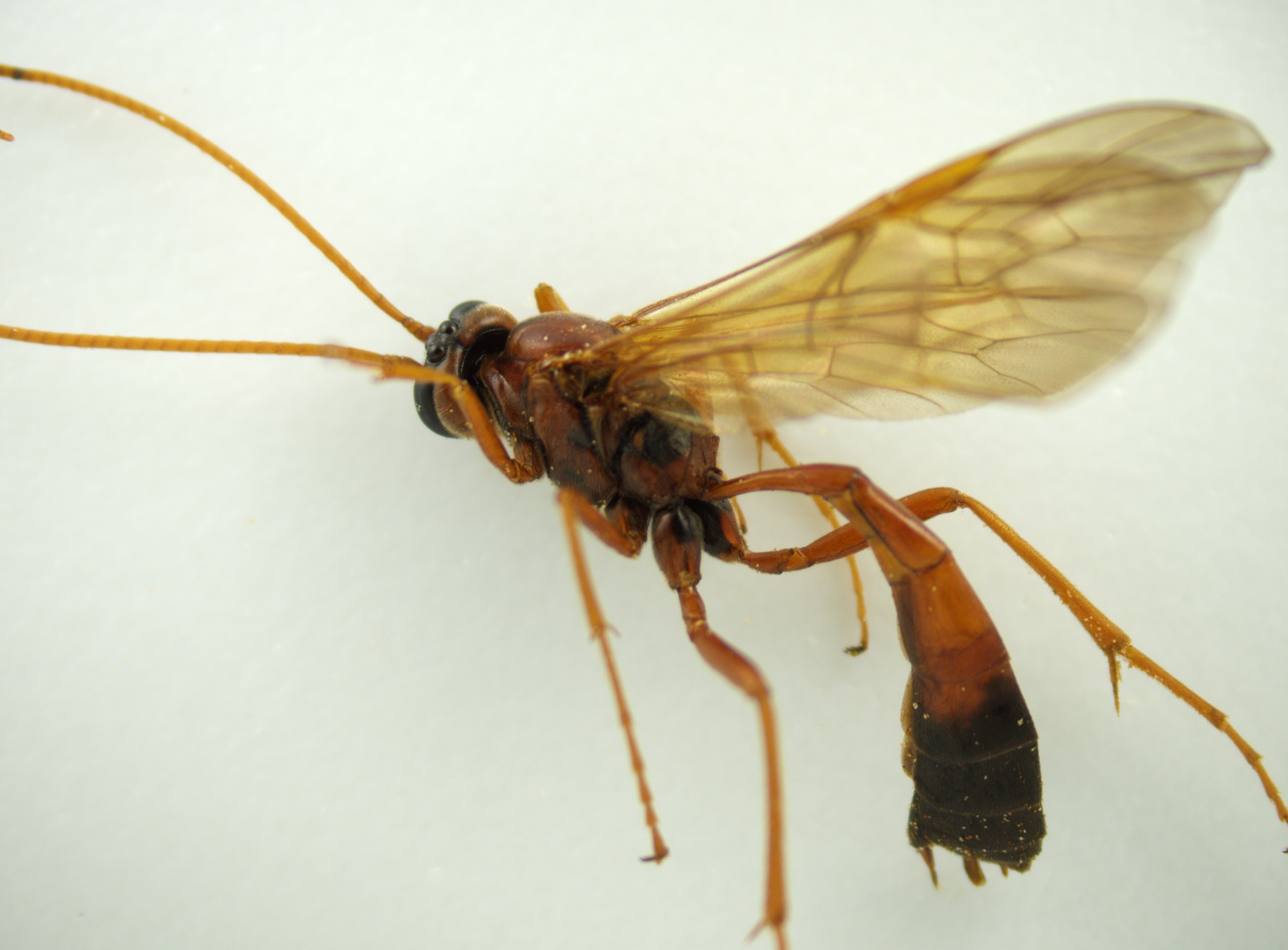
♀ dorsolaterale Ansicht, Legebohrer sichtbar
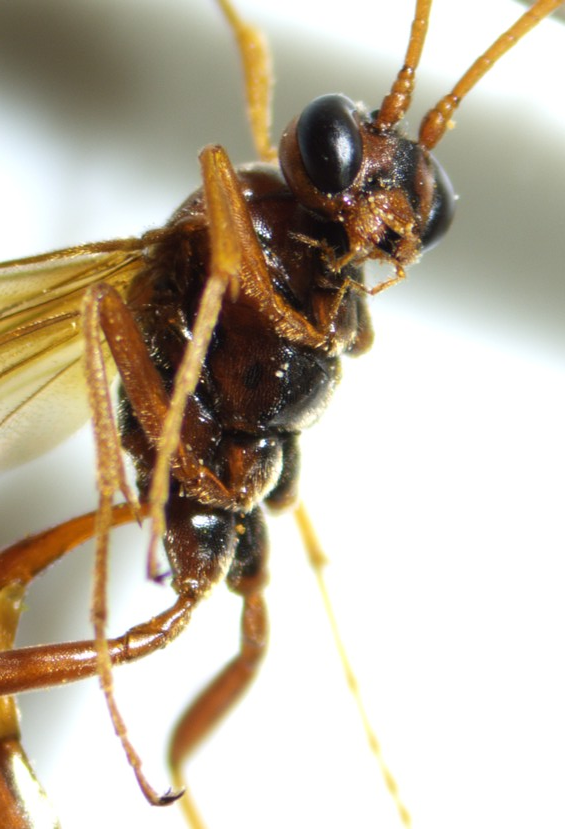
♀ seitliche Ventralansicht
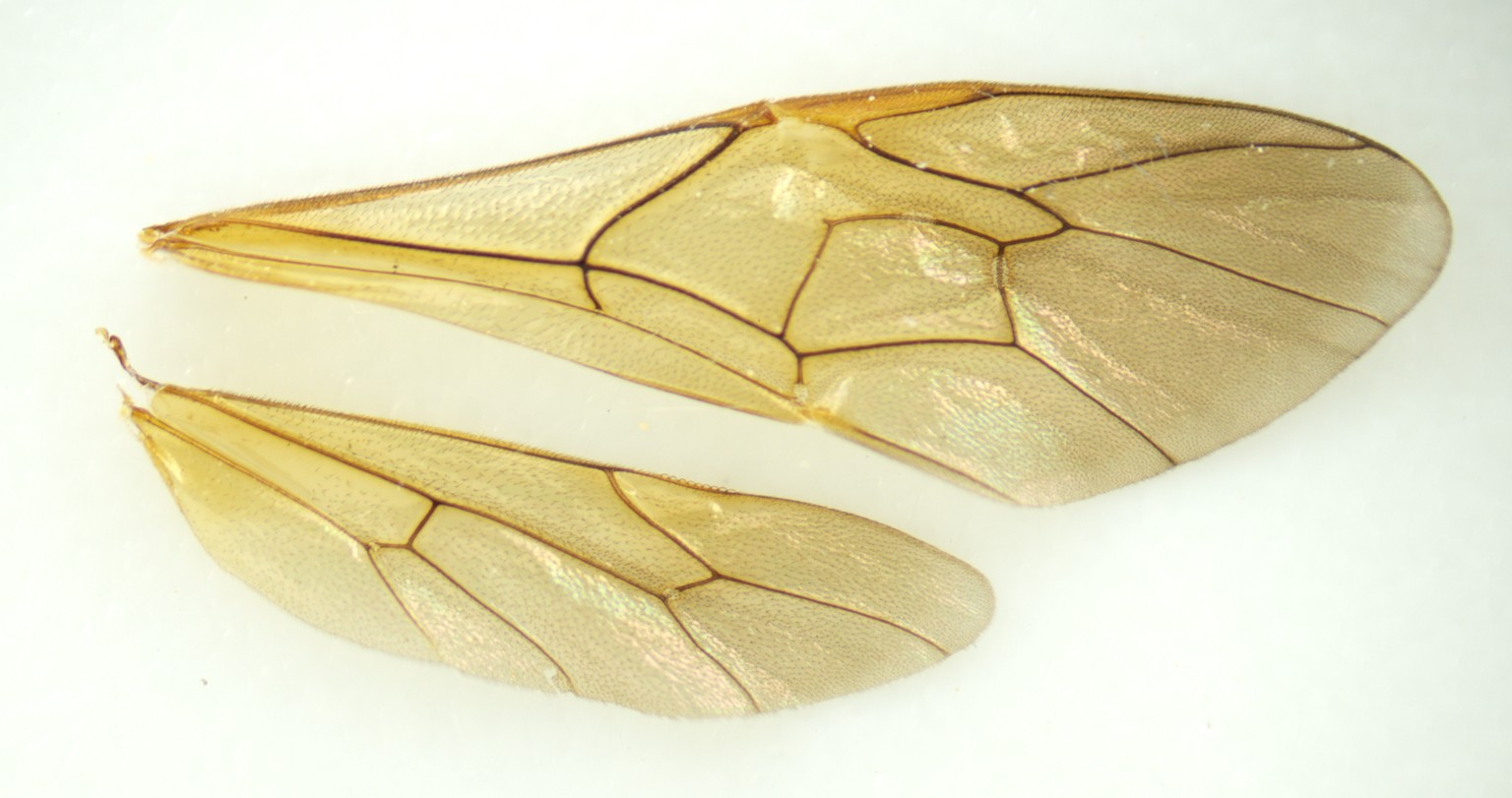
♀ Flügel